# Шампион Цитабрија
Шампион Цитабрија /(American Champion 7GCBC Citabria)  је лаки амерички спортски једномоторни, двоседи, висококрилни авион са затвореном кабином, који се користи као спортски авион за обуку и тренажу спортских пилота и акробатско летење у периоду од 1965. до данашњих дана.

## Пројектовање и развој
Цитабрија (Citabria) је прјектована и оригинално произведена у Champion Aircraft. Деломично је заснован на авиону Aeronca Model 7 Champion. Фирма Bellanca  је 1970. преузела Champion Aircraft и наставила са производњом авиона све до 1980. Године 1982. Bellanca је банкротирала, а касније 1989. године, American Champion Aircraft Corporation је купила моделе Citabria, Decathlon и Scout и започела поновну производњу модела Цитабрија 7ЕЦА, 7ГЦАА и 7ГЦБЦ све до 2004. године.

### Технички опис
Цитабрија је лаки једномоторни авион са два седишта мешовите конструкције са високо постављеним крилон подупртих упорницама.
Труп авиона је имао алуминијумску конструкцију обложену платном. Предњи део авиона (мотор) је био обложен алуминијумским лимом са отворима за улаз расхладног ваздуха за мотор. Иза мотора и резервоара била је смештена кабима са два седишта једно иза другог. Кабина је била потпуно затворена са велким прозорима који су обезбеђивли добру прегледност пилотима како на првом тако и на другом седишту. Репне површине су биле металне конструкције обложене платном и жичаним затегама додатно учвршћене за труп.
Погонска група се у највечем броју случајева састојала од 6- цилиндричних боксер ваздухом хлађених мотора Continental или  Lycoming. На вратулу мотора је била двокрака метална елиса фиксног корака. Иза мотора су се налазили резервоари за бензин и уље.
Крила су била дрвене конструкције са две рамењаче, пресвучена платном. Модели произведени после 1990. године су били алуминијумске конструкције пресвучене платном. Ова крила су била потпуно подударна тако да се дрвена крила код старијих модела без проблема могу заменити металним. Крила су права, правоугаоног облика са заобљеним крајевима и V упорницама ослоњена на труп авиона.
Стајни трап је био класичан фиксни са две предње еластичне ноге у нивоу предњег дела кабине а трећи точак је био испод репа авиона са еластичном амортизацијом. Точкови су били опремљени хидрауличним кочницама и балон гумама.

### Варијанте
- Шампион 7ЕЦА -  Прва производна верзија (1964), мотор Континентал О-200-А са 100 кс.
- Шампион 7ГЦАА - верзија 1965, са Лајкоминг О-320-А2Б мотором од 150 КС.
- Шампион 7ГЦБЦ - верзија 1965, слична 7ГЦАА, али са повећаним распоном крила за 30 cm и закрилцима.
- Шампион 7КЦАБ - верзија 1968, са Лајкоминг ИО-320-Е2А мотором од 150 КС.
- Шампион Цитабриа Про - Прототип верзије посебно намењене акробатском лету.

## Оперативно коришћење
Прва верзија овог авиона је полетела маја. 1964. године а исте године је почела серијска производња и оперативно коришћење. Производња је са прекидима трајала до 2004. године а укупно је произведено 5.238 комада ових авиона. Авион је имао веома широку примену: за обуку и тренажу, панорамске летове, спорстско летење (акробације), назив цитабриа је добила када се airbatic чита унатрашке. Служио је за вучу једрилица, надгледање цевовода и далеководе, саобраћаја (друмског и поморског) итд. Продаво се широм света.
Цитабриа, када је пласирана на тржиште, била је једина летелица произведена у Сједињеним Државама која је цертифицирана за акробатски лет, захваљујући конструкцији која може да издржи оптерећење између +5g и -2g.

### Авион Шампион Цитабрија у Југославији
Првих 10 авиона овог типа је купљено за Ваздухопловни савез Југославије 1970. године а следећих 12 је регистровано 1971. године. Сви ови авиони су распоређени у аероклубове широм Југославије. Последњи авион 23. овог типа регистрован је 1980. године а данас код нас, лети неколико ових авиона.